# Copa Sudamericana 2011
La Copa Sudamericana 2011, denominada por motivos comerciales Copa Bridgestone Sudamericana 2011, fue la décima edición del torneo organizado por la Confederación Sudamericana de Fútbol, en la que participaron equipos de diez países: Argentina, Bolivia, Brasil, Chile, Colombia, Ecuador, Paraguay, Perú, Uruguay y Venezuela.
El sorteo de los enfrentamientos se desarrolló el 28 de junio de 2011 en Buenos Aires, Argentina.
Universidad de Chile se coronó campeón del torneo tras derrotar a la Liga de Quito en los dos partidos de la final, con un global de 4-0. Como anécdota, esta fue la primera final en la historia de las competiciones continentales de Conmebol protagonizada por clubes de la ribera del Océano Pacífico (Chile y Ecuador).
Por el título, disputó la Recopa Sudamericana 2012 contra Santos, ganador de la Copa Libertadores 2011, y la Copa Suruga Bank 2012 frente a Kashima Antlers, ganador de la Copa J. League 2011. Además, clasificó directamente a los octavos de final de la Copa Sudamericana 2012.
La consagración del cuadro chileno llegó acompañada de varias marcas. Fue el segundo club en haber obtenido el certamen de manera invicta (tras el campeonato de Internacional en 2008). La solidez defensiva quedó reflejada también en los apenas dos goles recibidos sobre doce partidos jugados. Por su parte, el delantero Eduardo Vargas finalizó el certamen con 11 tantos, siendo la mayor cantidad de goles convertidos por un futbolista en una sola edición de la copa.

## Formato
El torneo se desarrolló plenamente bajo un formato de eliminación directa, donde cada equipo enfrentaba a su rival de turno en partidos de ida y vuelta. El último campeón accedió automáticamente a los octavos de final, mientras que los restantes 38 debieron disputar las dos fases clasificatorias. De allí salieron los últimos 15 clasificados a las fases finales, compuestas por los octavos de final, los cuartos de final, las semifinales y la final, en la que se declaró al campeón. Como criterios de desempate en caso de igualdad de puntos y diferencia de goles al finalizar los dos encuentros de una llave, hasta las semifinales inclusive, se aplicaron la regla del gol de visitante y los tiros desde el punto penal. En las finales, no rigió la reglamentación de los goles fuera de casa, y frente a la igualdad de puntos y goles, previo a la definición por penales, se disputó una prórroga de 30 minutos.
|                            |                            | Equipos que entran en esta fase | Equipos que provienen de la fase anterior    |
| -------------------------- | -------------------------- | --- | -------------------------------------------- |
| Primera fase (16 equipos)  | Primera fase (16 equipos)  | - 2 equipos de Bolivia, Chile, Colombia, Ecuador, Paraguay, Perú, Uruguay y Venezuela                                               |                                              |
| Segunda fase (30 equipos)  | Segunda fase (30 equipos)  | - 8 equipos de Brasil - 6 equipos de Argentina - 1 equipo de Bolivia, Chile, Colombia, Ecuador, Paraguay, Perú, Uruguay y Venezuela | - 8 equipos clasificados de la Primera fase  |
| Fases finales (16 equipos) | Fases finales (16 equipos) | - 1 equipo, campeón de la Copa Sudamericana 2010                                                                                    | - 15 equipos clasificados de la Segunda fase |

## Distribución cupos
| País                            | Cupos | fases finales | Segunda fase | Primera fase |
| ------------------------------- | ----- | ------------- | ------------ | ------------ |
| Brasil                          | 8     | –             | 8            | -            |
| Argentina                       | 6     | –             | 6            | -            |
| Bolivia                         | 3     | –             | 1            | 2            |
| Chile                           | 3     | –             | 1            | 2            |
| Colombia                        | 3     | –             | 1            | 2            |
| Ecuador                         | 3     | –             | 1            | 2            |
| Paraguay                        | 3     | –             | 1            | 2            |
| Perú                            | 3     | –             | 1            | 2            |
| Uruguay                         | 3     | –             | 1            | 2            |
| Venezuela                       | 3     | –             | 1            | 2            |
| Fase anterior                   | –     | 15            | 8            | –            |
| Campeón de la Copa Sudamericana | 1     | 1             | –            | –            |
| Total                           | 39    | 16            | 30           | 16           |

## Equipos participantes
En cursiva los equipos debutantes en el torneo.
| País                                | Equipo                                                                                         | Vía de clasificación |
| ----------------------------------- | ---------------------------------------------------------------------------------------------- | --- |
| Argentina 6 cupos + campeón vigente | Independiente Vélez Sarsfield Estudiantes (LP) Godoy Cruz Lanús Arsenal Argentinos Juniors     | Campeón de la Copa Sudamericana 2010 Mejor equipo ubicado en la tabla de posiciones del Campeonato de Primera División 2010-11 2.º mejor equipo ubicado en la tabla de posiciones del Campeonato de Primera División 2010-11 3.º mejor equipo ubicado en la tabla de posiciones del Campeonato de Primera División 2010-11 4.º mejor equipo ubicado en la tabla de posiciones del Campeonato de Primera División 2010-11 5.º mejor equipo ubicado en la tabla de posiciones del Campeonato de Primera División 2010-11 7.º mejor equipo ubicado en la tabla de posiciones del Campeonato de Primera División 2010-11 |
| Bolivia 3 cupos                     | Aurora The Strongest San José                                                                  | 3.º puesto del Torneo Clausura 2010 4.º puesto del Torneo Apertura 2010 Subcampeón del Torneo de Invierno 2010 |
| Brasil 8 cupos                      | Atlético Paranaense Botafogo São Paulo Palmeiras Vasco da Gama Ceará Atlético Mineiro Flamengo | 5.º puesto del Campeonato Brasileño de 2010 6.º puesto del Campeonato Brasileño de 2010 9.º puesto del Campeonato Brasileño de 2010 10.º puesto del Campeonato Brasileño de 2010 11.º puesto del Campeonato Brasileño de 2010 12.º puesto del Campeonato Brasileño de 2010 13.º puesto del Campeonato Brasileño de 2010 14.º puesto del Campeonato Brasileño de 2010 |
| Chile 3 cupos                       | Deportes Iquique Universidad Católica Universidad de Chile                                     | Campeón de la Copa Chile Bicentenario 1.º puesto de la fase regular del Torneo Apertura 2011 Ganador de la Definición Pre-Sudamericana 2011 |
| Colombia 3 cupos                    | Deportivo Cali Santa Fe La Equidad                                                             | Campeón de la Copa Colombia 2010 Mejor equipo ubicado en la Reclasificación 2010 no participante de la Copa Libertadores 2011 2.º mejor equipo ubicado en la Reclasificación 2010 no participante de la Copa Libertadores 2011 |
| Ecuador 3 cupos                     | Emelec Liga de Quito Deportivo Quito                                                           | Ganador de la primera etapa del Campeonato Ecuatoriano de 2011 2.º puesto de la primera etapa del Campeonato Ecuatoriano de 2011 3.º puesto de la primera etapa del Campeonato Ecuatoriano de 2011 |
| Paraguay 3 cupos                    | Libertad Nacional Olimpia                                                                      | Campeón en la temporada 2010 con mayor puntaje acumulado Mejor equipo ubicado en la tabla acumulada de la temporada 2010 no participante de la Copa Libertadores 2011 2.º mejor equipo ubicado en la tabla acumulada de la temporada 2010 no participante de la Copa Libertadores 2011 |
| Perú 3 cupos                        | Universitario Universidad César Vallejo Juan Aurich                                            | Mejor equipo ubicado en la tabla acumulada del Campeonato Descentralizado 2010 no participante de la Copa Libertadores 2011 2.º mejor equipo ubicado en la tabla acumulada del Campeonato Descentralizado 2010 no participante de la Copa Libertadores 2011 3.º mejor equipo ubicado en la tabla acumulada del Campeonato Descentralizado 2010 no participante de la Copa Libertadores 2011 |
| Uruguay 3 cupos                     | Nacional Fénix Bella Vista                                                                     | Campeón del Campeonato Uruguayo 2010-11 Mejor equipo ubicado en la tabla anual del Campeonato Uruguayo 2010-11 no participante de la Copa Libertadores 2012 2.º mejor equipo ubicado en la tabla anual del Campeonato Uruguayo 2010-11 no participante de la Copa Libertadores 2012 |
| Venezuela 3 cupos                   | Trujillanos Deportivo Anzoátegui Yaracuyanos                                                   | Campeón de la Copa Venezuela 2010 Finalista de la Serie Sudamericana con mayor puntaje acumulado en la temporada 2010-11 Finalista de la Serie Sudamericana con menor puntaje acumulado en la temporada 2010-11 |

### Distribución geográfica de los equipos
Distribución geográfica de las sedes de los equipos participantes:

## Primera fase
Los dos últimos clasificados de Bolivia, Chile, Colombia, Ecuador, Paraguay, Perú, Uruguay y Venezuela fueron emparejados en ocho llaves. Los cruces fueron determinados de acuerdo al país de procedencia de cada equipo, enfrentándose los cuadros de Bolivia con los de Paraguay, los de Chile con los de Uruguay, los de Colombia con los de Perú, y los de Ecuador con los de Venezuela. El segundo clasificado de un país enfrentó al tercero del otro, y viceversa. Los 8 ganadores avanzaron a la segunda fase.
| Fechas            | Local en la ida           | Global | Local en la vuelta   | Ida | Vuelta | Llave     |
| ----------------- | ------------------------- | ------ | -------------------- | --- | ------ | --------- |
| 3 y 17 de agosto  | San José                  | 0:1    | Nacional             | 0:0 | 0:1    | Ganador A |
| 2 y 23 de agosto  | Universidad César Vallejo | 1:3    | Santa Fe             | 1:1 | 0:2    | Ganador B |
| 9 y 18 de agosto  | Universidad de Chile      | 1:0    | Fénix                | 1:0 | 0:0    | Ganador C |
| 3 y 16 de agosto  | Deportivo Quito           | 1:2    | Deportivo Anzoátegui | 1:0 | 0:2    | Ganador D |
| 3 y 11 de agosto  | Olimpia                   | 3:2    | The Strongest        | 2:0 | 1:2    | Ganador E |
| 18 y 25 de agosto | La Equidad                | 4:1    | Juan Aurich          | 2:0 | 2:1    | Ganador F |
| 2 y 16 de agosto  | Bella Vista               | 1:4    | Universidad Católica | 1:1 | 0:3    | Ganador G |
| 4 y 17 de agosto  | Yaracuyanos               | 1:2    | Liga de Quito        | 1:1 | 0:1    | Ganador H |

## Segunda fase
Por ser el campeón de la Copa Sudamericana 2010, Independiente clasificó automáticamente a octavos de final como Octavo 5. Para determinar a los restantes 15 clasificados a las fases finales, se establecieron quince nuevas llaves. Los seis participantes de Argentina, por un lado, y los ocho de Brasil, por otro, conformaron siete de las llaves, determinadas según la plaza clasificatoria que ocupara cada equipo. En los otros ocho cruces, se enfrentaron el primer clasificado de una de las ocho federaciones restantes con uno de los ganadores de la primera fase. Los 15 ganadores avanzaron a los octavos de final.
| Fechas                          | Local en la ida      | Global       | Local en la vuelta  | Ida | Vuelta | Llave     |
| ------------------------------- | -------------------- | ------------ | ------------------- | --- | ------ | --------- |
| 1 y 8 de septiembre             | Argentinos Juniors   | 0:4          | Vélez Sarsfield     | 0:0 | 0:4    | Octavo 1  |
| 13 y 21 de septiembre           | Universidad de Chile | 3:0          | Nacional            | 1:0 | 2:0    | Octavo 2  |
| 11 y 25 de agosto               | (v.) Vasco da Gama   | 3:3          | Palmeiras           | 2:0 | 1:3    | Octavo 3  |
| 13 y 21 de septiembre           | La Equidad           | 0:2          | Libertad            | 0:1 | 0:1    | Octavo 4  |
| 1 y 14 de septiembre            | Deportivo Anzoátegui | 1:4          | Universitario       | 1:2 | 0:2    | Octavo 6  |
| 30 de agosto y 6 de septiembre  | Arsenal              | 2:1          | Estudiantes (LP)    | 2:0 | 0:1    | Octavo 7  |
| 15 y 22 de septiembre           | Santa Fe             | 2:2 (6:5 p.) | Deportivo Cali      | 1:1 | 1:1    | Octavo 8  |
| 10 y 23 de agosto               | Atlético Mineiro     | 1:3          | Botafogo            | 1:2 | 0:1    | Octavo 9  |
| 15 y 20 de septiembre           | Olimpia              | 4:2          | Emelec              | 2:1 | 2:1    | Octavo 10 |
| 31 de agosto y 7 de septiembre  | Lanús                | 2:2          | Godoy Cruz (v.)     | 2:2 | 0:0    | Octavo 11 |
| 13 y 22 de septiembre           | Liga de Quito        | 5:1          | Trujillanos         | 4:1 | 1:0    | Octavo 12 |
| 10 y 24 de agosto               | Ceará                | 2:4          | São Paulo           | 2:1 | 0:3    | Octavo 13 |
| 30 de agosto y 20 de septiembre | Nacional             | 3:6          | Aurora              | 1:1 | 2:5    | Octavo 14 |
| 10 y 24 de agosto               | Flamengo             | 2:0          | Atlético Paranaense | 1:0 | 1:0    | Octavo 15 |
| 8 y 14 de septiembre            | Universidad Católica | 2:1          | Deportes Iquique    | 2:1 | 0:0    | Octavo 16 |

## Fases finales
Las fases finales estuvieron compuestas por cuatro etapas: octavos de final, cuartos de final, semifinales y final. A los 15 ganadores de la primera fase se les sumó Independiente de Argentina, campeón de la Copa Sudamericana 2010. A los fines de establecer las llaves de los octavos de final, se tuvo en cuenta la denominación que se le asignó a cada equipo; en el caso de los cuadros que clasificaron desde la segunda fase, dicha denominación fue determinada por el nombre del cruce que ganaron en aquella instancia. De esa manera, el Octavo 1 enfrentó al Octavo 16, el 2 al 15, el 3 al 14, y así sucesivamente. Desde esta instancia inclusive en adelante, el equipo que ostentara menor número de orden que su rival de turno ejerció la localía en el partido de vuelta. En caso de que dos equipos de un mismo país alcanzaran la ronda de semifinales, se debía alterar, de ser necesario, el orden de las llaves para que ambos se enfrentaran en la mencionada instancia, a fin de evitar que puedan cruzarse en la final.

### Cuadro de desarrollo
|  | Octavos de final                  | Octavos de final                  | Octavos de final                  | Octavos de final                  | Octavos de final                  |   |       | Cuartos de final     | Cuartos de final     | Cuartos de final     | Cuartos de final     | Cuartos de final     |  |   | Semifinales           | Semifinales           | Semifinales           | Semifinales           | Semifinales           |  |    | Final               | Final               | Final               | Final               | Final               |  |
|  | 28 de septiembre al 26 de octubre | 28 de septiembre al 26 de octubre | 28 de septiembre al 26 de octubre | 28 de septiembre al 26 de octubre | 28 de septiembre al 26 de octubre |   |       | 1 al 17 de noviembre | 1 al 17 de noviembre | 1 al 17 de noviembre | 1 al 17 de noviembre | 1 al 17 de noviembre |  |   | 23 al 30 de noviembre | 23 al 30 de noviembre | 23 al 30 de noviembre | 23 al 30 de noviembre | 23 al 30 de noviembre |  |    | 8 y 14 de diciembre | 8 y 14 de diciembre | 8 y 14 de diciembre | 8 y 14 de diciembre | 8 y 14 de diciembre |  |
|  |                                   |                                   |                                   |                                   |                                   |   |       |                      |                      |                      |                      |                      |  |   |                       |                       |                       |                       |                       |  |    |                     |                     |                     |                     |                     |  |
|  |                                   |                                   |                                   |                                   |                                   |   |       |                      |                      |                      |                      |                      |  |   |                       |                       |                       |                       |                       |  |    |                     |                     |                     |                     |                     |  |
|  | 1                                 | Vélez Sarsfield                   | 2                                 | 1                                 | 3                                 |   |       |                      |                      |                      |                      |                      |  |   |                       |                       |                       |                       |                       |  |    |                     |                     |                     |                     |                     |  |
|  | 1                                 | Vélez Sarsfield                   | 2                                 | 1                                 | 3                                 |   |       |                      |                      |                      |                      |                      |  |   |                       |                       |                       |                       |                       |  |    |                     |                     |                     |                     |                     |  |
|  | 16                                | Universidad Católica              | 0                                 | 1                                 | 1                                 |   |       |                      |                      |                      |                      |                      |  |   |                       |                       |                       |                       |                       |  |    |                     |                     |                     |                     |                     |  |
|  | 16                                | Universidad Católica              | 0                                 | 1                                 | 1                                 |   | 1     | Vélez Sarsfield      | 1                    | 3                    | 4                    |                      |  |   |                       |                       |                       |                       |                       |  |    |                     |                     |                     |                     |                     |  |
|  |                                   |                                   |                                   |                                   |                                   |   | 1     | Vélez Sarsfield      | 1                    | 3                    | 4                    |                      |  |   |                       |                       |                       |                       |                       |  |    |                     |                     |                     |                     |                     |  |
|  |                                   |                                   | 8                                 | Santa Fe                          | 1                                 | 2 | 3     |                      |                      |                      |                      |                      |  |   |                       |                       |                       |                       |                       |  |    |                     |                     |                     |                     |                     |  |
|  | 8                                 | Santa Fe                          | 8                                 | Santa Fe                          | 1                                 | 2 | 3     | 1                    | 4                    | 5                    |                      |                      |  |   |                       |                       |                       |                       |                       |  |    |                     |                     |                     |                     |                     |  |
|  | 8                                 | Santa Fe                          |                                   |                                   |                                   |   |       |                      |                      | 5                    |                      |                      |  |   |                       |                       |                       |                       |                       |  |    |                     |                     |                     |                     |                     |  |
|  | 9                                 | Botafogo                          | 1                                 | 1                                 | 2                                 |   |       |                      |                      |                      |                      |                      |  |   |                       |                       |                       |                       |                       |  |    |                     |                     |                     |                     |                     |  |
|  | 9                                 | Botafogo                          | 1                                 | 1                                 | 2                                 |   |       |                      |                      |                      |                      |                      |  | 1 | Vélez Sarsfield       | 0                     | 0                     | 0                     |                       |  |    |                     |                     |                     |                     |                     |  |
|  |                                   |                                   |                                   |                                   |                                   |   |       |                      |                      |                      |                      |                      |  | 1 | Vélez Sarsfield       | 0                     | 0                     | 0                     |                       |  |    |                     |                     |                     |                     |                     |  |
|  |                                   |                                   | 12                                | Liga de Quito                     | 2                                 | 1 | 3     |                      |                      |                      |                      |                      |  |   |                       |                       |                       |                       |                       |  |    |                     |                     |                     |                     |                     |  |
|  | 4                                 | Libertad                          | 12                                | Liga de Quito                     | 2                                 | 1 | 3     | 0                    | 2                    | 2                    |                      |                      |  |   |                       |                       |                       |                       |                       |  |    |                     |                     |                     |                     |                     |  |
|  | 4                                 | Libertad                          |                                   |                                   |                                   |   |       |                      |                      | 2                    |                      |                      |  |   |                       |                       |                       |                       |                       |  |    |                     |                     |                     |                     |                     |  |
|  | 13                                | São Paulo                         | 1                                 | 0                                 | 1                                 |   |       |                      |                      |                      |                      |                      |  |   |                       |                       |                       |                       |                       |  |    |                     |                     |                     |                     |                     |  |
|  | 13                                | São Paulo                         | 1                                 | 0                                 | 1                                 |   | 4     | Libertad             | 0                    | 1                    | 1 (4)                |                      |  |   |                       |                       |                       |                       |                       |  |    |                     |                     |                     |                     |                     |  |
|  |                                   |                                   |                                   |                                   |                                   |   | 4     | Libertad             | 0                    | 1                    | 1 (4)                |                      |  |   |                       |                       |                       |                       |                       |  |    |                     |                     |                     |                     |                     |  |
|  |                                   |                                   | 12                                | Liga de Quito (p.)                | 1                                 | 0 | 1 (5) |                      |                      |                      |                      |                      |  |   |                       |                       |                       |                       |                       |  |    |                     |                     |                     |                     |                     |  |
|  | 5                                 | Independiente                     | 12                                | Liga de Quito (p.)                | 1                                 | 0 | 1 (5) | 0                    | 1                    | 1                    |                      |                      |  |   |                       |                       |                       |                       |                       |  |    |                     |                     |                     |                     |                     |  |
|  | 5                                 | Independiente                     |                                   |                                   |                                   |   |       |                      |                      | 1                    |                      |                      |  |   |                       |                       |                       |                       |                       |  |    |                     |                     |                     |                     |                     |  |
|  | 12                                | Liga de Quito                     | 2                                 | 0                                 | 2                                 |   |       |                      |                      |                      |                      |                      |  |   |                       |                       |                       |                       |                       |  |    |                     |                     |                     |                     |                     |  |
|  | 12                                | Liga de Quito                     | 2                                 | 0                                 | 2                                 |   |       |                      |                      |                      |                      |                      |  |   |                       |                       |                       |                       |                       |  | 12 | Liga de Quito       | 0                   | 0                   | 0                   |                     |  |
|  |                                   |                                   |                                   |                                   |                                   |   |       |                      |                      |                      |                      |                      |  |   |                       |                       |                       |                       |                       |  | 12 | Liga de Quito       | 0                   | 0                   | 0                   |                     |  |
|  |                                   |                                   | 2                                 | Universidad de Chile              | 1                                 | 3 | 4     |                      |                      |                      |                      |                      |  |   |                       |                       |                       |                       |                       |  |    |                     |                     |                     |                     |                     |  |
|  | 2                                 | Universidad de Chile              | 2                                 | Universidad de Chile              | 1                                 | 3 | 4     | 4                    | 1                    | 5                    |                      |                      |  |   |                       |                       |                       |                       |                       |  |    |                     |                     |                     |                     |                     |  |
|  | 2                                 | Universidad de Chile              |                                   |                                   |                                   |   |       |                      |                      | 5                    |                      |                      |  |   |                       |                       |                       |                       |                       |  |    |                     |                     |                     |                     |                     |  |
|  | 15                                | Flamengo                          | 0                                 | 0                                 | 0                                 |   |       |                      |                      |                      |                      |                      |  |   |                       |                       |                       |                       |                       |  |    |                     |                     |                     |                     |                     |  |
|  | 15                                | Flamengo                          | 0                                 | 0                                 | 0                                 |   | 2     | Universidad de Chile | 2                    | 3                    | 5                    |                      |  |   |                       |                       |                       |                       |                       |  |    |                     |                     |                     |                     |                     |  |
|  |                                   |                                   |                                   |                                   |                                   |   | 2     | Universidad de Chile | 2                    | 3                    | 5                    |                      |  |   |                       |                       |                       |                       |                       |  |    |                     |                     |                     |                     |                     |  |
|  |                                   |                                   | 7                                 | Arsenal                           | 1                                 | 0 | 1     |                      |                      |                      |                      |                      |  |   |                       |                       |                       |                       |                       |  |    |                     |                     |                     |                     |                     |  |
|  | 7                                 | Arsenal                           | 7                                 | Arsenal                           | 1                                 | 0 | 1     | 0                    | 3                    | 3                    |                      |                      |  |   |                       |                       |                       |                       |                       |  |    |                     |                     |                     |                     |                     |  |
|  | 7                                 | Arsenal                           |                                   |                                   |                                   |   |       |                      |                      | 3                    |                      |                      |  |   |                       |                       |                       |                       |                       |  |    |                     |                     |                     |                     |                     |  |
|  | 10                                | Olimpia                           | 0                                 | 2                                 | 2                                 |   |       |                      |                      |                      |                      |                      |  |   |                       |                       |                       |                       |                       |  |    |                     |                     |                     |                     |                     |  |
|  | 10                                | Olimpia                           | 0                                 | 2                                 | 2                                 |   |       |                      |                      |                      |                      |                      |  | 2 | Universidad de Chile  | 1                     | 2                     | 3                     |                       |  |    |                     |                     |                     |                     |                     |  |
|  |                                   |                                   |                                   |                                   |                                   |   |       |                      |                      |                      |                      |                      |  | 2 | Universidad de Chile  | 1                     | 2                     | 3                     |                       |  |    |                     |                     |                     |                     |                     |  |
|  |                                   |                                   | 3                                 | Vasco da Gama                     | 1                                 | 0 | 1     |                      |                      |                      |                      |                      |  |   |                       |                       |                       |                       |                       |  |    |                     |                     |                     |                     |                     |  |
|  | 3                                 | Vasco da Gama                     | 3                                 | Vasco da Gama                     | 1                                 | 0 | 1     | 1                    | 8                    | 9                    |                      |                      |  |   |                       |                       |                       |                       |                       |  |    |                     |                     |                     |                     |                     |  |
|  | 3                                 | Vasco da Gama                     |                                   |                                   |                                   |   |       |                      |                      | 9                    |                      |                      |  |   |                       |                       |                       |                       |                       |  |    |                     |                     |                     |                     |                     |  |
|  | 14                                | Aurora                            | 3                                 | 3                                 | 6                                 |   |       |                      |                      |                      |                      |                      |  |   |                       |                       |                       |                       |                       |  |    |                     |                     |                     |                     |                     |  |
|  | 14                                | Aurora                            | 3                                 | 3                                 | 6                                 |   | 3     | Vasco da Gama        | 0                    | 5                    | 5                    |                      |  |   |                       |                       |                       |                       |                       |  |    |                     |                     |                     |                     |                     |  |
|  |                                   |                                   |                                   |                                   |                                   |   | 3     | Vasco da Gama        | 0                    | 5                    | 5                    |                      |  |   |                       |                       |                       |                       |                       |  |    |                     |                     |                     |                     |                     |  |
|  |                                   |                                   | 6                                 | Universitario                     | 2                                 | 2 | 4     |                      |                      |                      |                      |                      |  |   |                       |                       |                       |                       |                       |  |    |                     |                     |                     |                     |                     |  |
|  | 6                                 | Universitario (p.)                | 6                                 | Universitario                     | 2                                 | 2 | 4     | 1                    | 1                    | 2 (3)                |                      |                      |  |   |                       |                       |                       |                       |                       |  |    |                     |                     |                     |                     |                     |  |
|  | 6                                 | Universitario (p.)                |                                   |                                   |                                   |   |       |                      |                      | 2 (3)                |                      |                      |  |   |                       |                       |                       |                       |                       |  |    |                     |                     |                     |                     |                     |  |
|  | 11                                | Godoy Cruz                        | 1                                 | 1                                 | 2 (2)                             |   |       |                      |                      |                      |                      |                      |  |   |                       |                       |                       |                       |                       |  |    |                     |                     |                     |                     |                     |  |
|  | 11                                | Godoy Cruz                        | 1                                 | 1                                 | 2 (2)                             |   |       |                      |                      |                      |                      |                      |  |   |                       |                       |                       |                       |                       |  |    |                     |                     |                     |                     |                     |  |
|  |                                   |                                   |                                   |                                   |                                   |   |       |                      |                      |                      |                      |                      |  |   |                       |                       |                       |                       |                       |  |    |                     |                     |                     |                     |                     |  |

- Nota: En cada llave, el equipo con la menor numeración es el que definió la serie como local.

### Octavos de final
| 5 de octubre , 19:15 (UTC-3) | Universidad Católica | 0:2 (0:2) | Vélez Sarsfield        | Estadio San Carlos de Apoquindo, Santiago                 |                                                           |
|                              |                      | Reporte   | Franco 15' · Bella 41' | Asistencia: 15 894 espectadores Árbitro(s): Darío Ubríaco | Asistencia: 15 894 espectadores Árbitro(s): Darío Ubríaco |

| 20 de octubre , 19:15 (UTC-3) | Vélez Sarsfield | 1:1 (0:1) | Universidad Católica | Estadio José Amalfitani, Buenos Aires                     |                                                           |
|                               | Ortiz 76'       | Reporte   | Sepúlveda 29'        | Asistencia: 18 894 espectadores Árbitro(s): Antonio Arias | Asistencia: 18 894 espectadores Árbitro(s): Antonio Arias |

| 29 de septiembre , 21:30 (UTC-3) | Botafogo | 1:1 (0:1) | Santa Fe | Estadio João Havelange, Río de Janeiro                    |                                                           |
|                                  | Caio 65' | Reporte   | Pérez 8' | Asistencia: 25 821 espectadores Árbitro(s): Enrique Osses | Asistencia: 25 821 espectadores Árbitro(s): Enrique Osses |

| 25 de octubre , 19:10 (UTC-5) | Santa Fe                                  | 4:1 (3:0) | Botafogo     | Estadio El Campín, Bogotá                                   |                                                             |
|                               | Rodas 2', 62' · Pérez 8' · Léo 45' (a.g.) | Reporte   | Oliveira 86' | Asistencia: 20 001 espectadores Árbitro(s): Roberto Silvera | Asistencia: 20 001 espectadores Árbitro(s): Roberto Silvera |

| 19 de octubre , 21:50 (UTC-2) | São Paulo        | 1:0 (0:0) | Libertad | Estadio Morumbi, São Paulo                                  |                                                             |
|                               | Luís Fabiano 76' | Reporte   |          | Asistencia: 30 001 espectadores Árbitro(s): Jorge Larrionda | Asistencia: 30 001 espectadores Árbitro(s): Jorge Larrionda |

| 26 de octubre , 20:50 (UTC-3) | Libertad                     | 2:0 (1:0) | São Paulo | Estadio Dr. Nicolás Leoz, Asunción                       |                                                          |
|                               | Aquino 9' (pen.) · Núñez 67' | Reporte   |           | Asistencia: 8 123 espectadores Árbitro(s): Wilmar Roldán | Asistencia: 8 123 espectadores Árbitro(s): Wilmar Roldán |

| 28 de septiembre , 17:15 (UTC-5) | Liga de Quito             | 2:0 (1:0) | Independiente | Estadio Casa Blanca, Quito                                 |                                                            |
|                                  | Ambrosi 42' · Bolaños 52' | Reporte   |               | Asistencia: 18 000 espectadores Árbitro(s): Líber Prudente | Asistencia: 18 000 espectadores Árbitro(s): Líber Prudente |

| 12 de octubre , 21:15 (UTC-3) | Independiente | 1:0 (1:0) | Liga de Quito | Estadio Libertadores de América, Avellaneda               |                                                           |
|                               | Núñez 45'     | Reporte   |               | Asistencia: 24 916 espectadores Árbitro(s): José Buitrago | Asistencia: 24 916 espectadores Árbitro(s): José Buitrago |

| 19 de octubre , 21:50 (UTC-2) | Flamengo | 0:4 (0:3) | Universidad de Chile                                 | Estadio João Havelange, Río de Janeiro                   |                                                          |
|                               |          | Reporte   | Felipe 13' (a.g.) · Vargas 41', 42' · Lorenzetti 71' | Asistencia: 36 985 espectadores Árbitro(s): Saúl Laverni | Asistencia: 36 985 espectadores Árbitro(s): Saúl Laverni |

| 26 de octubre , 20:50 (UTC-3) | Universidad de Chile | 1:0 (1:0) | Flamengo | Estadio Nacional, Santiago                                  |                                                             |
|                               | Díaz 22'             | Reporte   |          | Asistencia: 45 034 espectadores Árbitro(s): Carlos Amarilla | Asistencia: 45 034 espectadores Árbitro(s): Carlos Amarilla |

| 29 de septiembre , 19:15 (UTC-3) | Olimpia | 0:0     | Arsenal | Estadio Defensores del Chaco, Asunción                              |                                                                     |
|                                  |         | Reporte |         | Asistencia: 21 894 espectadores Árbitro(s): Paulo César de Oliveira | Asistencia: 21 894 espectadores Árbitro(s): Paulo César de Oliveira |

| 19 de octubre , 18:10 (UTC-3) | Arsenal                                         | 3:2 (2:2) | Olimpia           | Estadio Julio Humberto Grondona, Sarandí                  |                                                           |
|                               | Trombetta 15' · Zelaya 19' · Blanco Leschuk 84' | Reporte   | Zeballos 34', 42' | Asistencia: 16 897 espectadores Árbitro(s): Darío Ubríaco | Asistencia: 16 897 espectadores Árbitro(s): Darío Ubríaco |

| 5 de octubre , 20:50 (UTC-4) | Aurora                                     | 3:1 (0:1) | Vasco da Gama | Estadio Félix Capriles, Cochabamba                          |                                                             |
|                              | Villalba 50' · Andaveris 57' · Reinoso 73' | Reporte   | Bernardo 41'  | Asistencia: 19 809 espectadores Árbitro(s): Georges Buckley | Asistencia: 19 809 espectadores Árbitro(s): Georges Buckley |

| 26 de octubre , 19:10 (UTC-2) | Vasco da Gama | 8:3 (3:1) | Aurora                                        | Estadio São Januário, Río de Janeiro                       |                                                            |
|                               | Bernardo 8', 76' · Alecsandro 38', 44' · Leandro 48' · Juninho Pernambucano 68' (pen.) · Douglas 81' · Allan 90+2' | Reporte   | Andaveris 16' · Peña 71' (pen.) · Segovia 87' | Asistencia: 20 004 espectadores Árbitro(s): Julio Quintana | Asistencia: 20 004 espectadores Árbitro(s): Julio Quintana |

| 29 de septiembre , 21:30 (UTC-3) | Godoy Cruz  | 1:1 (0:0) | Universitario | Estadio Malvinas Argentinas, Mendoza                      |                                                           |
|                                  | Cabrera 88' | Reporte   | Ruidíaz 80'   | Asistencia: 21 990 espectadores Árbitro(s): Antonio Arias | Asistencia: 21 990 espectadores Árbitro(s): Antonio Arias |

| 20 de octubre , 19:45 (UTC-5) | Universitario                              | 1:1 (0:1) (3:2 p.)         | Godoy Cruz                                   | Estadio Miguel Grau, Callao                               |                                                           |
|                               | Polo 84'                                   | Reporte                    | Damonte 44'                                  | Asistencia: 14 990 espectadores Árbitro(s): Wilmar Roldán | Asistencia: 14 990 espectadores Árbitro(s): Wilmar Roldán |
|                               |                                            | Tiros desde el punto penal |                                              |                                                           |                                                           |
|                               | Galván · Morel · Vitti · Ruidíaz · Rabanal |                            | Caruso · Curbelo · Rojas · Sánchez · Damonte |                                                           |                                                           |

### Cuartos de final
| 1 de noviembre , 20:15 (UTC-5) | Santa Fe   | 1:1 (1:0) | Vélez Sarsfield | Estadio El Campín, Bogotá                                 |                                                           |
|                                | Bedoya 24' | Reporte   | Ramírez 76'     | Asistencia: 23 567 espectadores Árbitro(s): Wilson Seneme | Asistencia: 23 567 espectadores Árbitro(s): Wilson Seneme |

| 10 de noviembre , 21:15 (UTC-3) | Vélez Sarsfield                      | 3:2 (2:0) | Santa Fe                      | Estadio José Amalfitani, Buenos Aires                     |                                                           |
|                                 | Franco 7', 19' · Martínez 90' (pen.) | Reporte   | Copete 46' · Pérez 67' (pen.) | Asistencia: 23 994 espectadores Árbitro(s): Enrique Osses | Asistencia: 23 994 espectadores Árbitro(s): Enrique Osses |

| 3 de noviembre , 19:45 (UTC-5) | Liga de Quito | 1:0 (0:0) | Libertad | Estadio Casa Blanca, Quito                                  |                                                             |
|                                | Bolaños 90'   | Reporte   |          | Asistencia: 23 023 espectadores Árbitro(s): Sergio Pezzotta | Asistencia: 23 023 espectadores Árbitro(s): Sergio Pezzotta |

| 17 de noviembre , 19:15 (UTC-3) | Libertad                                              | 1:0 (0:0) (4:5 p.)         | Liga de Quito                                          | Estadio Dr. Nicolás Leoz, Asunción                       |                                                          |
|                                 | Velázquez 89'                                         | Reporte                    |                                                        | Asistencia: 9 542 espectadores Árbitro(s): Wilson Seneme | Asistencia: 9 542 espectadores Árbitro(s): Wilson Seneme |
|                                 |                                                       | Tiros desde el punto penal |                                                        |                                                          |                                                          |
|                                 | Aquino · Velázquez · Pouso · Canuto · Medina · Maciel |                            | Bieler · Urrutia · Calderón · Guagua · Barcos · Reasco |                                                          |                                                          |

| 3 de noviembre , 19:30 (UTC-3) | Arsenal   | 1:2 (0:1) | Universidad de Chile            | Estadio Julio Humberto Grondona, Sarandí                  |                                                           |
|                                | Óbolo 46' | Reporte   | Vargas 45' · Canales 81' (pen.) | Asistencia: 7 834 espectadores Árbitro(s): Líber Prudente | Asistencia: 7 834 espectadores Árbitro(s): Líber Prudente |

| 17 de noviembre , 21:45 (UTC-3) | Universidad de Chile                    | 3:0 (2:0) | Arsenal | Estadio Nacional, Santiago                                |                                                           |
|                                 | Vargas 10' · Castro 45+1' · Canales 55' | Reporte   |         | Asistencia: 45 000 espectadores Árbitro(s): Wilmar Roldán | Asistencia: 45 000 espectadores Árbitro(s): Wilmar Roldán |

| 2 de noviembre , 18:50 (UTC-5) | Universitario                 | 2:0 (1:0) | Vasco da Gama | Estadio Nacional, Lima                                  |                                                         |
|                                | Ruidíaz 37' (pen.) · Fano 59' | Reporte   |               | Asistencia: 46 668 espectadores Árbitro(s): Carlos Vera | Asistencia: 46 668 espectadores Árbitro(s): Carlos Vera |

| 9 de noviembre , 21:50 (UTC-2) | Vasco da Gama                                                 | 5:2 (1:1) | Universitario             | Estadio São Januário, Río de Janeiro                        |                                                             |
|                                | Souza 24' (pen.) · Elton 49' · Dedé 58', 72' · Alecsandro 82' | Reporte   | Ruidíaz 33' · Rabanal 48' | Asistencia: 35 899 espectadores Árbitro(s): Carlos Amarilla | Asistencia: 35 899 espectadores Árbitro(s): Carlos Amarilla |

### Semifinales
| 24 de noviembre , 19:15 (UTC-5) | Liga de Quito   | 2:0 (0:0) | Vélez Sarsfield | Estadio Casa Blanca, Quito  |                             |
|                                 | Barcos 49', 83' | Reporte   |                 | Árbitro(s): Jorge Larrionda | Árbitro(s): Jorge Larrionda |

| 29 de noviembre , 21:15 (UTC-3) | Vélez Sarsfield | 0:1 (0:0) | Liga de Quito | Estadio José Amalfitani, Buenos Aires                     |                                                           |
|                                 |                 | Reporte   | Barcos 49'    | Asistencia: 40 000 espectadores Árbitro(s): José Buitrago | Asistencia: 40 000 espectadores Árbitro(s): José Buitrago |

| 23 de noviembre , 21:50 (UTC-2) | Vasco da Gama | 1:1 (1:0) | Universidad de Chile | Estadio São Januário, Río de Janeiro                      |                                                           |
|                                 | Bernardo 32'  | Reporte   | González 78'         | Asistencia: 11.715 espectadores Árbitro(s): Antonio Arias | Asistencia: 11.715 espectadores Árbitro(s): Antonio Arias |

| 30 de noviembre , 20:50 (UTC-3) | Universidad de Chile     | 2:0 (1:0) | Vasco da Gama | Estadio Santa Laura, Santiago                             |                                                           |
|                                 | Canales 30' · Vargas 72' | Reporte   |               | Asistencia: 19 800 espectadores Árbitro(s): Darío Ubríaco | Asistencia: 19 800 espectadores Árbitro(s): Darío Ubríaco |

### Final

#### Ida
| 8 de diciembre , 19:15 (UTC-5) | Liga de Quito | 0:1 (0:1) | Universidad de Chile | Estadio Casa Blanca, Quito                             |                                                        |
|                                |               | Reporte   | Vargas 44'           | Asistencia: 42 100 espectadores Árbitro(s): Diego Abal | Asistencia: 42 100 espectadores Árbitro(s): Diego Abal |

| 22         | POR        | Alexander Domínguez |     |
| 6          | DEF        | Jorge Guagua        |     |
| 2          | DEF        | Norberto Araujo     |     |
| 14         | DEF        | Diego Calderón      |     |
| 13         | DEF        | Néicer Reasco       | 81' |
| 18         | MED        | Fernando Hidalgo    |     |
| 21         | MED        | Lucas Acosta        |     |
| 5          | MED        | Paúl Ambrosi        |     |
| 11         | MED        | Ezequiel González   |     |
| 16         | DEL        | Hernán Barcos       |     |
| 19         | DEL        | Claudio Bieler      | 46' |
| Entrenador | Entrenador | Edgardo Bauza       |     |

| 25         | POR        | Johnny Herrera   |     |
| 4          | DEF        | Osvaldo González |     |
| 2          | DEF        | Marcos González  |     |
| 13         | DEF        | José Rojas       |     |
| 5          | MED        | Albert Acevedo   |     |
| 6          | MED        | Matías Rodríguez |     |
| 20         | MED        | Charles Aránguiz | 88' |
| 3          | MED        | Eugenio Mena     |     |
| 21         | MED        | Marcelo Díaz     |     |
| 17         | DEL        | Eduardo Vargas   | 90' |
| 19         | DEL        | Gustavo Canales  | 73' |
| Entrenador | Entrenador | Jorge Sampaoli   |     |

| 10 | MED | Luis Bolaños  | 46' |
| 17 | MED | Enrique Gámez | 81' |

| 16 | DEL | Francisco Castro | 73' |
| 15 | MED | Guillermo Marino | 88' |
| 14 | MED | Paulo Magalhães  | 90' |

|  |  |  |  |

| Anotado | 44' | Eduardo Vargas | 0:1 |

| Amonestado | 54' | Diego Calderón    |
| Amonestado | 77' | Ezequiel González |

| Amonestado | 51' | Eduardo Vargas  |
| Amonestado | 57' | Gustavo Canales |
| Amonestado | 87' | Johnny Herrera  |

| Árbitro             | Diego Abal     |
| Árbitros asistentes | Hernán Maidana |
| Árbitros asistentes | Yamil Bonfá    |
| Cuarto árbitro      | Néstor Pitana  |

| 22         | POR        | Alexander Domínguez |     |
| 6          | DEF        | Jorge Guagua        |     |
| 2          | DEF        | Norberto Araujo     |     |
| 14         | DEF        | Diego Calderón      |     |
| 13         | DEF        | Néicer Reasco       | 81' |
| 18         | MED        | Fernando Hidalgo    |     |
| 21         | MED        | Lucas Acosta        |     |
| 5          | MED        | Paúl Ambrosi        |     |
| 11         | MED        | Ezequiel González   |     |
| 16         | DEL        | Hernán Barcos       |     |
| 19         | DEL        | Claudio Bieler      | 46' |
| Entrenador | Entrenador | Edgardo Bauza       |     |

| 25         | POR        | Johnny Herrera   |     |
| 4          | DEF        | Osvaldo González |     |
| 2          | DEF        | Marcos González  |     |
| 13         | DEF        | José Rojas       |     |
| 5          | MED        | Albert Acevedo   |     |
| 6          | MED        | Matías Rodríguez |     |
| 20         | MED        | Charles Aránguiz | 88' |
| 3          | MED        | Eugenio Mena     |     |
| 21         | MED        | Marcelo Díaz     |     |
| 17         | DEL        | Eduardo Vargas   | 90' |
| 19         | DEL        | Gustavo Canales  | 73' |
| Entrenador | Entrenador | Jorge Sampaoli   |     |

| 10 | MED | Luis Bolaños  | 46' |
| 17 | MED | Enrique Gámez | 81' |

| 16 | DEL | Francisco Castro | 73' |
| 15 | MED | Guillermo Marino | 88' |
| 14 | MED | Paulo Magalhães  | 90' |

|  |  |  |  |

| Anotado | 44' | Eduardo Vargas | 0:1 |

| Amonestado | 54' | Diego Calderón    |
| Amonestado | 77' | Ezequiel González |

| Amonestado | 51' | Eduardo Vargas  |
| Amonestado | 57' | Gustavo Canales |
| Amonestado | 87' | Johnny Herrera  |

| Árbitro             | Diego Abal     |
| Árbitros asistentes | Hernán Maidana |
| Árbitros asistentes | Yamil Bonfá    |
| Cuarto árbitro      | Néstor Pitana  |

#### Vuelta
| 14 de diciembre , 21:15 (UTC-3) | Universidad de Chile            | 3:0 (1:0) | Liga de Quito | Estadio Nacional, Santiago                                |                                                           |
|                                 | Vargas 3', 87' · Lorenzetti 79' | Reporte   |               | Asistencia: 47 000 espectadores Árbitro(s): Wilson Seneme | Asistencia: 47 000 espectadores Árbitro(s): Wilson Seneme |

| 25         | POR        | Johnny Herrera   |     |
| 4          | DEF        | Osvaldo González |     |
| 2          | DEF        | Marcos González  |     |
| 13         | DEF        | José Rojas       |     |
| 6          | MED        | Matías Rodríguez |     |
| 20         | MED        | Charles Aránguiz |     |
| 3          | MED        | Eugenio Mena     |     |
| 21         | MED        | Marcelo Díaz     |     |
| 16         | DEL        | Francisco Castro | 53' |
| 17         | DEL        | Eduardo Vargas   |     |
| 19         | DEL        | Gustavo Canales  | 86' |
| Entrenador | Entrenador | Jorge Sampaoli   |     |

| 22         | POR        | Alexander Domínguez |     |
| 6          | DEF        | Jorge Guagua        |     |
| 2          | DEF        | Norberto Araujo     |     |
| 14         | DEF        | Diego Calderón      |     |
| 13         | DEF        | Néicer Reasco       | 53' |
| 18         | MED        | Fernando Hidalgo    |     |
| 21         | MED        | Lucas Acosta        |     |
| 5          | MED        | Paúl Ambrosi        |     |
| 11         | MED        | Ezequiel González   |     |
| 16         | DEL        | Hernán Barcos       |     |
| 10         | DEL        | Luis Bolaños        | 73' |
| Entrenador | Entrenador | Edgardo Bauza       |     |

| 22 | MED | Gustavo Lorenzetti | 53' |
| 7  | DEL | Diego Rivarola     | 86' |

| 17 | MED | Enrique Gámez   | 53' |
| 9  | MED | Walter Calderón | 73' |

| Anotado | 3'  | Eduardo Vargas     | 1:0 |
| Anotado | 79' | Gustavo Lorenzetti | 2:0 |
| Anotado | 87' | Eduardo Vargas     | 3:0 |

|  |  |  |  |

| Amonestado | 30' | Marcelo Díaz     |
| Amonestado | 57' | Osvaldo González |
| Amonestado | 64' | Matías Rodríguez |

| Amonestado | 9'  | Fernando Hidalgo  |
| Amonestado | 26' | Hernán Barcos     |
| Amonestado | 39' | Ezequiel González |

| Otorgado · Otorgado otra vez · Expulsado | 85' | Matías Rodríguez |

| Expulsado | 67' | Jorge Guagua |

| Árbitro             | Wilson Seneme       |
| Árbitros asistentes | Alessandro Rocha    |
| Árbitros asistentes | Emerson de Carvalho |
| Cuarto árbitro      | Leandro Vuaden      |

| 25         | POR        | Johnny Herrera   |     |
| 4          | DEF        | Osvaldo González |     |
| 2          | DEF        | Marcos González  |     |
| 13         | DEF        | José Rojas       |     |
| 6          | MED        | Matías Rodríguez |     |
| 20         | MED        | Charles Aránguiz |     |
| 3          | MED        | Eugenio Mena     |     |
| 21         | MED        | Marcelo Díaz     |     |
| 16         | DEL        | Francisco Castro | 53' |
| 17         | DEL        | Eduardo Vargas   |     |
| 19         | DEL        | Gustavo Canales  | 86' |
| Entrenador | Entrenador | Jorge Sampaoli   |     |

| 22         | POR        | Alexander Domínguez |     |
| 6          | DEF        | Jorge Guagua        |     |
| 2          | DEF        | Norberto Araujo     |     |
| 14         | DEF        | Diego Calderón      |     |
| 13         | DEF        | Néicer Reasco       | 53' |
| 18         | MED        | Fernando Hidalgo    |     |
| 21         | MED        | Lucas Acosta        |     |
| 5          | MED        | Paúl Ambrosi        |     |
| 11         | MED        | Ezequiel González   |     |
| 16         | DEL        | Hernán Barcos       |     |
| 10         | DEL        | Luis Bolaños        | 73' |
| Entrenador | Entrenador | Edgardo Bauza       |     |

| 22 | MED | Gustavo Lorenzetti | 53' |
| 7  | DEL | Diego Rivarola     | 86' |

| 17 | MED | Enrique Gámez   | 53' |
| 9  | MED | Walter Calderón | 73' |

| Anotado | 3'  | Eduardo Vargas     | 1:0 |
| Anotado | 79' | Gustavo Lorenzetti | 2:0 |
| Anotado | 87' | Eduardo Vargas     | 3:0 |

|  |  |  |  |

| Amonestado | 30' | Marcelo Díaz     |
| Amonestado | 57' | Osvaldo González |
| Amonestado | 64' | Matías Rodríguez |

| Amonestado | 9'  | Fernando Hidalgo  |
| Amonestado | 26' | Hernán Barcos     |
| Amonestado | 39' | Ezequiel González |

| Otorgado · Otorgado otra vez · Expulsado | 85' | Matías Rodríguez |

| Expulsado | 67' | Jorge Guagua |

| Árbitro             | Wilson Seneme       |
| Árbitros asistentes | Alessandro Rocha    |
| Árbitros asistentes | Emerson de Carvalho |
| Cuarto árbitro      | Leandro Vuaden      |

|                                                  |
| Bandera de Chile                                 |
| Campeón invicto Universidad de Chile 1.er título |

## Estadísticas

### Goleadores
| Jugador          | Club                 | Goles |
| ---------------- | -------------------- | ----- |
| Eduardo Vargas   | Universidad de Chile | 11    |
| Hernán Barcos    | Liga de Quito        | 7     |
| Bernardo         | Vasco da Gama        | 4     |
| Guillermo Franco | Vélez Sarsfield      | 4     |
| Omar Pérez       | Santa Fe             | 4     |
| Óscar Rodas      | Santa Fe             | 4     |
| Raúl Ruidíaz     | Universitario        | 4     |
| Alecsandro       | Vasco da Gama        | 3     |
| Luis Bolaños     | Liga de Quito        | 3     |
| Gustavo Canales  | Universidad de Chile | 3     |